# Allocution présidentielle du 14 Juillet
Pour les articles homonymes, voir Allocution.
L'allocution présidentielle du 14 Juillet  est un rendez-vous médiatique en France qui permet au président de la République de s'exprimer auprès des Français par l'intermédiaire de la télévision, à l'occasion de la fête nationale française le 14 juillet.
Inventé par Valéry Giscard d'Estaing, ce rendez-vous présidentiel est devenu, comme celui des vœux présidentiels du 31 décembre, un moment incontournable de la politique française. Il permet au président de la République de faire le point sur sa vision politique et sur les évènements passés. Ces dernières années, il est interrogé par un journaliste de TF1 et un journaliste de France 2. L'allocution est diffusée en direct du Palais de l'Élysée sur les deux principales chaînes de télévisions françaises en direct, après le défilé militaire du 14 Juillet et avant ou pendant la garden-party de l'Élysée.
Cette allocution n'est pas organisée lors de la présidence de Nicolas Sarkozy. Emmanuel Macron n'a répondu aux questions des journalistes qu'en 2020 et 2022.

## Allocutions du président François Mitterrand

### 14 juillet 1989
Elle a lieu lors des célébrations du bicentenaire de la Révolution.

### 14 juillet 1994
lieu : jardins, Palais de l'Élysée
Il s'agit du dernier défilé militaire du 14 juillet du président François Mitterrand.

## Allocutions du président Jacques Chirac

### 14 juillet 1995
Pour la première allocution télévisée du 14 juillet de Jacques Chirac, de nombreux sujets sont abordés, dont notamment la situation en France, en particulier l’emploi, les essais nucléaires et la Bosnie.
- Sur la situation française : Jacques Chirac affirme que les engagements de sa campagne électorale seront tenus, « malgré les résistances naturelles et les conservatismes de toutes sortes ». Selon lui, « la situation est depuis un an en voie d’amélioration et il convient maintenant d’accélérer les réformes indispensables ». Il annonce que certaines d’entre elles seraient présentées « dès la rentrée », notamment pour les PME, l’artisanat, les personnes âgées dépendantes, le logement, l’hôpital ou le statut de l’étudiant. Répondant à une question de François Bachy de TF1 sur l’attente déçue des Français, le chef de l’État affirme qu’il n’a « pas du tout ressenti ce climat », ni parmi les citoyens ni au sein de la majorité. Il appelle toutefois à ne « pas confondre hâte et précipitation », car, pour lui, « le changement est une affaire d’état d’esprit et d’action à moyen et à long terme ». Il souligne qu’il n’avait « pas parlé de révolution, mais d’une évolution » durant la campagne de l’élection présidentielle.
- Sur la fiscalité : « Il y a une espèce de réaction spontanée chez beaucoup de grands patrons français à la moindre difficulté, à immédiatement présenter un plan social, c’est-à-dire à licencier. Ce sont des comportements inadmissibles et archaïques, car il y a bien des façons d’aménager les choses, dont l’aménagement du temps de travail, le licenciement devant être considéré comme le geste ultime quand tout a été essayé ». Au sujet des privatisations, Jacques Chirac indique qu’il y a « toujours été très favorable » et il appuie le mouvement de ventes des entreprises publiques. Sur la hausse de la TVA, il reconnaît qu’elle est « un effort pour les Français » et il assure qu’elle ne fera pas progresser l’inflation.
- Sur la reprise des essais nucléaires : la décision de la France de reprendre les essais nucléaires est « irrévocable », affirme le chef de l’État, en dépit des critiques qu’elle inspire en France et dans le monde. Pour lui, ces essais sont « nécessaires » au pays pour maintenir sa dissuasion nucléaire, gage de « poids » et « sécurité » dans le monde.
- Sur la politique internationale : Jacques Chirac appelle à la fermeté dans la guerre de Bosnie.

Cette allocution a lieu deux jours avant le discours de Jacques Chirac du 16 juillet 1995 au Vélodrome d'Hiver.

### 14 juillet 1996
- Sur le gouvernement d'Alain Juppé : « La façon dont le gouvernement conduit les affaires de la France est parfaitement conforme aux objectifs que j’avais fixés, et au cap que j’ai donné. Je considère qu’il fait du mieux possible, et je lui suis d’autant plus reconnaissant que ce ne sont pas les embûches qui lui ont manqué. Si je considérais que le Premier ministre et le gouvernement ne faisaient pas leur travail dans une période difficile, j’en aurais naturellement tiré les conclusions. ». Jacques Chirac déclare également qu'il n'a aucune intention de dissoudre l’Assemblée nationale. Il estime, en revanche, que « les élus de la majorité seraient bien inspirés de retrouver un peu de dynamisme ». Et ceux de l’opposition « d’avoir un peu plus d’imagination » afin de « proposer des solutions alternatives ».
- Sur l'inquiétude des Français : « Je sais très bien qu’il y a une inquiétude profonde actuellement dans le cœur et l’esprit des Français », reconnaît-il. « Comment pourrait-il en être autrement ? Il y a une espèce de doute général qui s’est installé dans le pays. Une espèce de désordre et de confusion qui se développe d’autant plus qu’il n’y a pas le moral. » Il reprend à son compte l’idée de Patrick Poivre d’Arvor, de « peurs millénaires ».
- Sur la situation budgétaire du pays : « La France s’est trop laissée aller depuis trop longtemps », « elle s’est paralysée elle-même », affirme Jacques Chirac : « Elle a vécu à crédit, elle a dépensé sans réfléchir. » Résultats : « Nous avons creusé trop de déficits, trop de dettes, et ceci nous tire vers le bas. Nous avons été trop immobiles, trop longtemps. » Quant aux Français, s’ils sont « conquérants » ils sont « aussi routiniers ». Le redressement de la France est difficile et demande du temps. Il n’y a pas de solution miracle.
- Sur la réforme de l'armée : Jacques Chirac estime que « la réforme de notre défense s’imposait ». « Mais, naturellement, elle suppose une diversification de la production de nos arsenaux. Il n’y aura pas de licenciements », promet-il : « La loi a prévu des mesures d’accompagnement économique et social, avec des crédits extrêmement importants dans les régions, pour compenser les dissolutions et fermetures » de bases militaires. Il ajoute toutefois : « C’est ma volonté » mais « je ne peux pas faire de promesses en l’air ».
- Sur la justice : les affaires qui secouent l’actualité n’ont pour lui « aucun point commun ». Elles prouvent « que la morale républicaine est aujourd’hui plus exigeante ». Tant qu’il sera à la tête de l’Élysée, « la justice passera de la même façon pour tous ». Il souhaite une justice « indépendante » mais aussi « plus sereine ». Il constate qu’avec notre système judiciaire, « dès qu’on est mis en examen on est considéré comme coupable » avant même d’avoir été condamné. « Est-il normal qu’il y ait aujourd’hui dans les prisons près de vingt mille détenus en détention préventive ? » Constatant également « que le secret de l’instruction est systématiquement bafoué », il souhaite, d’ici à la fin de l’année, « voir comment on peut modifier la procédure pénale, améliorer les moyens et le fonctionnement de la justice, notamment pour qu’elle soit plus rapide ».
- Sur la reprise de la croissance économique : « J’espère une amélioration, je la constate à l’extérieur, mais j’attends qu’elle se manifeste réellement en France. » Cela dit, « cette croissance qui nous fait aujourd’hui défaut n’est pas un mythe. Il ne faut pas l’attendre, il faut la faire ». Et rejetant la responsabilité aux Français, il ajoute : « La croissance est le résultat de leur propre comportement. » Et il n’y aura pas de croissance sans réduction des dépenses publiques. Il « faut faire des réformes si on veut ne pas condamner à augmenter sans cesse les impôts pour éponger les déficits ».
- Sur la baisse des taux d'intérêt : « Les taux d’intérêt sont nettement trop élevés, et il y a une marge de diminution importante », affirme-t-il. Il cite l’exemple des PMI-PME, à qui les banques demandent « 7 % à 8 % d’intérêt alors que l’inflation est à 0 % ». Jacques Chirac « ne veut pas faire d’ingérence dans les affaires de la Banque de France », mais il estime : « Le système bancaire est en crise parce qu’il a été mal géré. » Déplorant la gestion passée des banques nationalisées qui ont mené à « un sinistre financier », il estime « qu’il va falloir dans les prochains mois trouver un moyen de garantir une gestion plus sérieuse par l’État de son propre patrimoine ».
- Sur la réduction du temps de travail : « C’est un moyen important de lutte contre le chômage », reconnaît-il, mais il faut « sortir des sentiers battus » et « faire preuve d’imagination ». La réduction du temps de travail doit, selon lui, « permettre d’améliorer la productivité des entreprises ». Et puisque cette productivité entraîne « des profits » plus importants, on peut imaginer de « compenser les pertes de salaire par des mécanismes d’intéressement ». De toute façon, cette question doit être réglée « branche par branche, entreprise par entreprise ».
- Sur la baisse des impôts : il admet « qu’année après année, les impôts ont atteint un seuil insupportable ». Aussi, après les fortes hausses de 1995 et 1996, propose-t-il « d’amorcer » leur réduction dès 1997 « et, notamment, probablement l’impôt sur le revenu à la rentrée de septembre ». Quant au budget de 1997, il « augmentera moins que ce qu’on aurait escompté ».
- Sur la Corse : « le problème de la Corse est un problème de droit commun. C’est un problème de mafia qu’il faut absolument éradiquer ». Tout en proposant « l’interdiction du port d’armes » et le recours aux « sanctions pénales », le chef de l’État estime que « le moment du dialogue positif est arrivé ».
- Sur l'immigration : « Il faut aujourd’hui refuser efficacement l’immigration clandestine », affirme-t-il, et il souhaite « mettre en œuvre tous les moyens qui existent » pour y parvenir. Son idée ? Lancer « un signal politique fort » et dissuasif en direction des clandestins.
- Sur la réforme de l'Éducation Nationale : « C’est bien engagé et je m’en réjouis. On sort de l’immobilisme. » Quant à organiser un référendum sur le sujet, « nous verrons cela le moment venu ». Jacques Chirac souhaite « recentrer la recherche » sur la lutte contre les maladies infectieuses. Le dossier de l’amiante ? Site particulièrement touché, l’université de Jussieu sera fermée avant la fin de l’année[4].

### 14 juillet 1997
C'est la première allocution du 14 juillet de Jacques Chirac depuis la dissolution de l'Assemblée nationale et la cohabitation avec le Premier ministre socialiste Lionel Jospin :
- Sur la dissolution : Jacques Chirac « ne regrette rien », même si naturellement il « aurait préféré un résultat différent ». Compte tenu de la situation de blocage de la France, « c’était la meilleure solution » pour éviter « une crise d’immobilisme ». Rendant, une fois de plus, hommage à Alain Juppé, le chef de l’État considère que l’échec de la droite relève « d’une responsabilité collective ». Cela dit, ajoute le président, « les problèmes restent très exactement les mêmes » et « il appartient au gouvernement d’aujourd’hui de tenter de les résoudre. J’espère qu’il y réussira ».
- Sur les déficits publics et le taux de 3 % imposé par le traité de Maastricht :  « 3 %, c’est le pourcentage de déficits acceptables par rapport à la richesse nationale. C’est aussi ce que l’on peut espérer comme croissance chaque année. » Bref, c’est un gage d’« équilibre » et « un critère de bon sens ». Aujourd’hui, les déficits publics en France « sont de l’ordre de 3,5 % du PIB », précise le chef de l’État, qui pense que l’audit lancé par l’actuel gouvernement ne sera « pas très différent de la lettre d’Alain Juppé ». Le président affirme qu’il « faut respecter la date et les conditions » de la monnaie unique. Pour lui, « en cas contraire, nous nous isolerions. Or l’Europe doit avoir demain une puissance monétaire égale au dollar, d’où la nécessité de faire cette monnaie unique ». Il précise, à propos d’éventuelles appréciation en tendances des critères de Maastricht, que « c’est un sujet qui doit être abordé entre Européens, et certainement pas sur la place publique ».
- Sur la cohabitation et les institutions : Jacques Chirac explique que « les rôles ont été définis dans la Constitution qui prévoit la prééminence du président mais le gouvernement a aussi ses responsabilités ». Il cite notamment le rôle, la sécurité et les parts de marché de la France dans le monde ; l’acquis européen dont le pays doit être un moteur de la construction... Il souligne que, « de par la Constitution, le président est le garant du respect des traités ». Il se montre « très réservé » sur la mise en place d’un quinquennat présidentiel, car « il y a risque d’instauration d’un régime présidentiel, un risque d’aventure constitutionnelle ». Cette réduction du mandat présidentiel conduirait, aux yeux du chef de l’État, à « un régime à l’américaine », « loin de la culture politique française ». Concernant le cumul des mandats, Jacques Chirac s’est déclaré « favorable à une limitation et même à une restriction à un seul mandat », sous réserve d’un débat parlementaire approfondi.
- Sur le RPR dans l'opposition à l'Assemblée Nationale : le président de la République, tout en se gardant de toute ingérence dans les affaires des partis, souhaite que « l’union et le contact avec les Français » soient les objectifs essentiels de la droite.
- Sur le Front national : Jacques Chirac exclut qu’il y ait les mêmes valeurs entre l’extrême droite et la droite classique. Même si le président dit « comprendre le malaise et la protestation » des électeurs du FN, les thèses de racisme et de xénophobie de ses responsables, qu’il qualifie d’« inadmissibles », interdisent toute alliance.
- Sur la justice : Pour Jacques Chirac, « la justice fait partie de la cohésion sociale » et doit être à la fois « indépendante, proche des citoyens, compréhensible et rendue dans des délais acceptables ». Il qualifie le « rapport de la commission Truche » de « remarquable ». Et souhaite que soient approfondis deux aspects du rapport : « la légitimité » et « la responsabilité des juges ».
- Sur la régularisation des sans-papiers : Jacques Chirac évoque sa crainte de « laxisme » : « Donner des papiers à tous les sans-papiers, cela consiste à légitimer l’immigration clandestine. » Pour le chef de l’État, « il ne faut pas, dans cette affaire, laisser parler uniquement son cœur ».
- Sur le plafonnement des allocations familiales : Jacques Chirac estime que cette mesure risque « de sanctionner les femmes qui travaillent » et « frapper les classes moyennes, qui sont celles à qui l’on a demandé le plus ces dernières années ».
- Sur l’arrêt de Superphénix et le nucléaire : « C’est tout l’avenir de la filière nucléaire qui est en cause. Je trouve qu’on ferait bien de faire attention et de réfléchir avant d’agir. »
- Sur la restauration de l’autorisation administrative de licenciement : « C’est une discussion d’un autre temps », estime le président. Favorable au fait d’accorder « beaucoup plus de liberté » aux entreprises, il considère qu’« on ne peut plus enfermer les activités de ceux qui créent dans des réglementations totalement obsolètes ».
- Sur l'arrêt des privatisations : Jacques Chirac constate que « nos grandes entreprises ne peuvent plus vivre sans des alliances ». Or, dit-il, dans ce domaine, « les pays modernes ne voient pas leurs entreprises privées s’associer avec des entreprises du secteur public ». Jacques Chirac, qui plaide pour une politique libérale, pense donc que l’État « n’a plus rien à faire dans la gestion des entreprises publiques du secteur concurrentiel ».
- Sur la politique internationale : Jacques Chirac tient à modérer les commentaires de la presse française, sur l’échec du sommet de l’OTAN à Madrid. « Ce n’est ni un succès ni un échec », considère-t-il. Abordant le récent assassinat de l’otage de l’ETA, Miguel Angel Blanco Garrido, Jacques Chirac tient à qualifier cet acte de « crime bestial ».

### 14 juillet 1998
Jacques Chirac revient longuement sur la victoire de l'équipe de France de football deux jours plus tôt mais aussi sur d'autres sujets :
- Sur la Coupe du monde de football 1998 : « Aimé Jacquet a une grande compétence. Il incarne le Français dans ce qu’il a de meilleur : sérieux, déterminé, humain, proche des gens, comprenant les autres et tolérant mais ferme. Aujourd’hui cette équipe à la fois tricolore et multicolore donne une belle image de la France dans ce qu’elle a d’humaniste et de fort. »
- Sur la croissance : « La croissance revient. C’est un phénomène européen : ce n’est pas vrai dans l’ensemble du monde. Il y a une crise préoccupante en Asie, qui peut avoir, le cas échéant, des répercussions chez nous »
- Sur le chômage : «L’amélioration est due, pour une bonne part, à l’assainissement des finances publiques due à l’effort des gouvernements précédents et qui ont été poursuivis par ce gouvernement ».
- Sur la cohabitation : « La France doit parler d’une même voix à l’extérieur, c’est ce qu’elle fait, et la France dans un dialogue démocratique doit trouver une bonne voie d’évolution. »
- Sur la fiscalité : « Il faut la diminuer. Il y a une certaine facilité à dépenser de l’argent (...). Je crois que nous devons lutter contre cette tendance, sans aucun doute réduire les déficits plus encore. Avec 2,3 %, nous serons encore parmi les moins bons de l’Union européenne. »
- Sur l'insécurité : « Le gouvernement est sur le bon chemin. Je suis tout à fait sensible à ce qui est fait dans le domaine de la sécurité. »
- Sur le quinquennat : « Il débouche sur un régime présidentiel. Je suis persuadé qu’un régime présidentiel très rapidement irait au blocage complet des institutions. »
- Sur les 35 heures : « Si l’ambition des 35 heures est une ambition légitime, elle devrait être laissée, en ce qui concerne sa mise en œuvre, à l’appréciation des négociations locales, entreprise par entreprise. Je souhaite que les négociations se développent ».
- Sur la préférence nationale : elle n’a « pas de motifs compatibles avec nos principes humanistes, démocratiques et républicains », qui « permettraient de ne pas donner » aux étrangers en situation régulière « les mêmes droits qu’aux Français ».
- Sur le RPR : « Je n’ai strictement aucun conseil, aucune leçon à donner à quiconque dans le domaine des formations politiques et même à mes amis du RPR et même au président du RPR, que j’approuve, que je respecte ».
- Sur l'Europe : « L’intérêt de la France, c’est d’être un élément actif, un moteur de la construction européenne ».
- Sur l'Education Nationale : « Il faut arriver à ce que les enfants travaillent le matin pour les disciplines de la connaissance, et l’après-midi pour ce qui concerne le sport, les disciplines artistiques, l’accès à la culture, l’accès aux technologies modernes. Il faut également mettre en place enfin un système de formation et d’éducation tout au long de la vie ».
- Sur la Sécurité Sociale : « Une application stricte du plan Juppé aurait permis de régler une part importante de notre assurance maladie ».

### 14 juillet 1999
Au cours de cette allocution, Jacques Chirac assure principalement qu’il mènera son mandat à son terme malgré la cohabitation :
- Sur la cohabitation : « Ce sont les Français qui l’ont voulu, mais ils n’ont pas voulu pour autant que les responsables de l’exécutif se disputent comme des chiffonniers ». Jacques Chirac a défini la cohabitation comme « un moment de démocratie », qu’il faut « assumer le plus efficacement possible et dans la dignité ».
- Sur le quinquennat : Le président de la République se refuse à envisager l’instauration d'un quinquennat proposé par Valéry Giscard d’Estaing et Philippe Séguin.
- Sur les élections européennes de 1999 :Jacques Chirac refuse le terme d’« échec personnel », préférant rejeter la responsabilité du score de la droite sur le mode de scrutin, non démocratique à ses yeux, et sur l’abstention, un « échec de la démocratie ».
- Sur l'éventualité d'un second mandat : « Si j’y songeais, d’une façon ou d’une autre, vous comprendrez bien qu’avec trois ans d’avance, je ne vous en ferais pas la confidence », a-t-il répondu aux journalistes.
- Sur le RPR: Jacques Chirac, plutôt que de dessiner les contours d’un « parti du président », appelle l’opposition, selon une figure imposée, « à faire un effort de réconciliation ». « Ce qui rassemble est plus important que ce qui divise », poursuit-il, appelant de ses vœux « un projet commun fondé sur une vision commune de l’avenir qui n’est pas celle de la gauche ». Projet commun possible à la condition que l’opposition règle « ce problème de querelles personnelles. » Jacques Chirac conclut :  « Si vous voulez le fond de ma pensée, vraiment ces querelles sont insupportables ».
- Sur le XXIe siècle : « Ce sera celui de l’éthique ».
- Sur la différence gauche/droite : Jacques Chirac insiste sur « l’esprit différent » entre la gauche et la droite. La première à ses yeux s’est construite sur une idéologie, et « donne la priorité à la réglementation » quand la seconde s’est bâtie autour d’une « culture » et ferait appel à « la responsabilité ». Justement la valeur montante selon Chirac, prenant pour exemple les 35 heures. « Il y a la manière qui consiste à ouvrir le dialogue social, rechercher la négociation collective, à voir ce qui est possible ici et ce qui ne l’est pas là. Et puis il y a la manière retenue par la gauche, parce que c’est la gauche, et qui est de dire : tout le monde sous la même toise. »
- Sur les rentrées fiscales : pour Jacques Chirac, elles devraient en priorité être mises au service d’une réforme des retraites, passant par la mise en cause des régimes spéciaux de retraites (une idée d’Alain Juppé) et la création « essentielle » de fonds de pension. Argument avancé : se substituer aux fonds anglo-saxons qui possèdent « 40 % des grandes entreprises françaises ».
- Sur la politique internationale : Interrogé sur le bilan de l’intervention de l’OTAN au Kosovo, Jacques Chirac a défendu la position française, estimant que « c’est tout de même une réussite ». Pour une fois, a-t-il affirmé, « une guerre a eu lieu, sans affrontement terrestre, pour défendre les droits de l’homme, et elle a été gagnée ». Le président estime que « ce sera long », car il faut « maîtriser les haines ».
- Sur la santé : Jacques Chirac lance une critique contre l’Organisation mondiale du commerce (OMC) à propos du bœuf aux hormones, opposant les décisions de l’OMC aux recommandations de l’Organisation mondiale de la santé (OMS) qui défend le principe de « précaution ».
- Sur l'immunité présidentielle : « Votre question dérape vers une certaine insolence », a répondu Jacques Chirac à une allusion de Patrick Poivre d'Arvor à son implication éventuelle pour des affaires antérieures à son arrivée à l’Élysée.

### 14 juillet 2000
Le président Jacques Chirac appuie solennellement « la démocratie sociale » et « l’évolution moderne » de l’assurance chômage.
- Sur la fracture sociale et la croissance : « La fracture sociale, dans l’état actuel des choses, a-t-il dit, ne se réduit pas depuis cinq ans. Le nombre des allocataires du RMI ne fait qu’augmenter. Nous voyons le chômage diminuer, la richesse augmenter, mais sa répartition contestée, notamment par les gens qui ont fait le plus d’efforts, la génération entre trente et cinquante ans, qui a assumé la période charnière, et qui ne se voit pas récompensée. » « La croissance arrive et la fracture sociale s’élargit, a-t-il ajouté. Les progrès des techniques de communication, notamment les moyens des ordinateurs, risquent fort d’ajouter à cette fracture que j’ai évoquée, une fracture en quelque sorte numérique, au détriment de ceux qui ne pourront pas acquérir les moyens nécessaires et surtout acquérir la compétence pour les utiliser. »
- Sur le pouvoir d'achat : « Je voudrais d’abord souligner une situation curieuse : nous sommes dans une période de croissance et le pouvoir d’achat n’augmente pas. À ma connaissance, c’est sans précédent. Le pouvoir d’achat du salaire moyen aujourd’hui est étalé. »
- Sur les 35 heures : Jacques Chirac s'y montre favorable mais précise que « la décision devait être prise entre partenaires sociaux » et non « imposée d’une façon uniforme par l’administration centrale ». « Le dialogue est plus porteur de progrès social que la réglementation. »
- Sur le Plan d'aide au retour à l'emploi : « Ça va dans le bon sens. C’est une évolution moderne. »
- Sur le referendum sur le quinquennat : « Les Français doivent comprendre que cette évolution de la démocratie qui suppose une plus grande participation de leur part aux décisions qui sont prises et les concernent, que cela va dans le sens d’un engagement qui les oblige en quelque sorte moralement à s’exprimer. »

### 14 juillet 2001
Le président Jacques Chirac attaque vigoureusement le bilan du gouvernement de Lionel Jospin, se dit victime d'une « présomption de culpabilité », dans l'affaire des abus sociaux de la ville de Paris, et estime que les rave-parties « sont un élément de la culture techno et » qu'elles « ont leur charme ».

### 14 juillet 2002
Le président de la République, Jacques Chirac, évoque la situation politique issue des élections présidentielle et législatives de 2002.

### 14 juillet 2003
lieu : premier étage du Palais de l'Élysée
Jacques Chirac évoque, à l'occasion de cette allocution, la réforme des retraites, l'assurance-chômage des intermittents du spectacle, la charte de l'environnement et le respect du pacte de stabilité et de croissance.

### 14 juillet 2004
lieu : salon doré, Palais de l'Élysée
Le président de la République, Jacques Chirac, annonce que la ratification du projet de Constitution européenne aura lieu, en France, par la voie du référendum, probablement à l'automne 2005.

### 14 juillet 2005
lieu : jardins, Palais de l'Élysée
Après les revers du référendum européen et des jeux Olympiques, Jacques Chirac s'est efforcé dans son allocution télévisée du 14 juillet de redonner confiance aux Français en vantant les atouts du pays et s'est abstenu de polémiquer sur les désaccords avec son ministre de l'Intérieur Nicolas Sarkozy. 

### 14 juillet 2006
lieu : jardins, Palais de l'Élysée
Jacques Chirac pour sa dernière allocution du 14 juillet de son quinquennat, a déclaré qu'il n'était pas à l'heure du bilan, mais à l'heure de l'action. Il a également confirmé qu'il ne révèlerait ses intentions pour la future élection présidentielle qu'au premier trimestre 2007.

## Allocutions du président François Hollande
Une fois élu, François Hollande décide de renouer avec la traditionnelle allocution du 14 juillet pour « [...] délivrer un message à la nation, à travers un discours sur le sens à donner à la direction du pays. » 2012 verra donc le retour de cette allocution.

### 14 juillet 2012
lieu : Hôtel de la marine
Pour la première fois, l'interview ne se tient pas au palais de l'Élysée, conformément à une promesse de campagne du nouveau chef de l'État. 

### 14 juillet 2013
lieu : jardins, Palais de l'Élysée
Le président fait état de son optimisme quant au retour de la croissance économique. Il revient sur le limogeage de Delphine Batho.

### 14 juillet 2014
lieu : salon des portraits, Palais de l'Élysée
François Hollande affirme à cette occasion que « la reprise est là, mais elle est trop faible ». Il défend le pacte de responsabilité et assure qu'il n'y a pas de le moindre différent entre lui et le nouveau Premier ministre Manuel Valls.

### 14 juillet 2015
lieu : salon des portraits, Palais de l'Élysée
L'allocution est tournée vers le terrorisme et sujets internationaux comme le référendum grec et l'accord sur le programme nucléaire iranien.

### 14 juillet 2016
lieu : salon des portraits, Palais de l'Élysée
François Hollande dresse un premier bilan de son quinquennat. Il recadre le ministre de l’Économie Emmanuel Macron. Il réclame davantage d'investissement venant de l'Union Européenne. Il rappelle son intention de ne pas prolonger l'état d'urgence,.

## Allocutions du président Emmanuel Macron

### 14 juillet 2020
lieu : salle des fêtes, Palais de l'Élysée
Le président annonce le port du masque obligatoire pour lutter contre la pandémie de Covid-19 et un plan de relance économique. Il promet un référendum sur les travaux de la Convention citoyenne pour le climat.

### 14 juillet 2022
lieu : jardins, Palais de l'Élysée
Après sa réélection et le renouvellement de l’Assemblée nationale, l’interview est essentiellement consacrée à l’invasion de l'Ukraine par la Russie et à la crise énergétique. Le président appelle à la « responsabilité et sobriété collective », afin de se passer du gaz russe.

## Journalistes
| Année | TF1                            | Antenne 2 puis France 2  | France Régions 3 puis France 3 | La Cinq               |
| ----- | ------------------------------ | ------------------------ | ------------------------------ | --------------------- |
| 1978  | Yves Mourousi, Patrice Duhamel |                          |                                |                       |
| 1979  | Patrice Duhamel                | Paul Amar                |                                |                       |
| 1980  | Yves Mourousi, Patrice Duhamel |                          |                                |                       |
| 1982  | Bruno Masure                   |                          |                                |                       |
| 1983  |                                |                          |                                |                       |
| 1984  | Yves Mourousi, Bruno Masure    |                          |                                |                       |
| 1985  |                                |                          |                                |                       |
| 1986  | Yves Mourousi                  |                          |                                |                       |
| 1987  | Yves Mourousi                  |                          |                                |                       |
| 1988  | Yves Mourousi                  |                          |                                |                       |
| 1989  | Gérard Carreyrou               | Claude Sérillon          |                                |                       |
| 1990  | Patrick Poivre d'Arvor         | Christine Ockrent        |                                |                       |
| 1991  | Gérard Carreyrou               | Albert du Roy            | Arlette Chabot                 | Jean-Pierre Elkabbach |
| 1992  | Gérard Carreyrou               | François-Henri de Virieu | Paul Amar                      |                       |
| 1993  | Patrick Poivre d'Arvor         | Paul Amar                | Jean-Pierre Elkabbach          |                       |
| 1994  | Patrick Poivre d'Arvor         | Alain Duhamel            |                                |                       |
| 1995  | conférence                     | conférence               |                                |                       |
| 1996  | Patrick Poivre d'Arvor         | Alain Duhamel            |                                |                       |
| 1997  | Patrick Poivre d'Arvor         | Arlette Chabot           |                                |                       |
| 1998  | Patrick Poivre d'Arvor         | Arlette Chabot           |                                |                       |
| 1999  | Patrick Poivre d'Arvor         | Claude Sérillon          | Élise Lucet                    |                       |
| 2000  | Patrick Poivre d'Arvor         | Béatrice Schönberg       | Élise Lucet                    |                       |
| 2001  | Patrick Poivre d'Arvor         | Béatrice Schönberg       | Élise Lucet                    |                       |
| 2002  | Patrick Poivre d'Arvor         | Béatrice Schönberg       | Élise Lucet                    |                       |
| 2003  | Patrick Poivre d'Arvor         | David Pujadas            |                                |                       |
| 2004  | Patrick Poivre d'Arvor         | Arlette Chabot           |                                |                       |
| 2005  | Patrick Poivre d'Arvor         | Arlette Chabot           |                                |                       |
| 2006  | Patrick Poivre d'Arvor         | David Pujadas            |                                |                       |
| 2012  | Claire Chazal                  | Laurent Delahousse       |                                |                       |
| 2013  | Claire Chazal                  | Laurent Delahousse       |                                |                       |
| 2014  | Gilles Bouleau                 | David Pujadas            |                                |                       |
| 2015  | Claire Chazal                  | David Pujadas            |                                |                       |
| 2016  | Gilles Bouleau                 | David Pujadas            |                                |                       |
| 2020  | Gilles Bouleau                 | Léa Salamé               |                                |                       |
| 2022  | Anne-Claire Coudray            | Caroline Roux            |                                |                       |